# 加速度試験
加速度試験（かそくどしけん）とは、"加速劣化試験"等の誤用として、ネット掲示板等において使用されている言葉。学術用語としては存在しない。